# Американське чтиво
«Американське чтиво» (англ. American Fiction) — художній фільм режисера Корда Джефферсона за мотивами роману Персіваля Еверетта «Erasure» 2001 року. Головні ролі у фільмі виконали Джеффрі Райт, Трейсі Елліс Росс, Стерлінг К. Браун, Джон Ортіс, Ісса Рей і Адам Броуді.
Прем'єра фільму відбулася 8 вересня 2023 року на Міжнародному кінофестивалі в Торонто, де він отримав приз «People's Choice Award». Прем'єра в обмеженому кінопрокаті відбулася 15 грудня 2023 року, а в широкому — на 22 грудня 2023 року.

## Сюжет
Телоніус Еллісон — професор англійської літератури та письменник. Він — афроамериканець, відомий серед своїх друзів та колег під прізвиськом «Монк» (алюзія на джазового композитора Телоніуса Монка, чиї мелодії використовуються у фільмі).
Монка все частіше дратує культурна чутливість його студентів, що ставить під загрозу його науковий авторитет. Після того, як кілька студентів поскаржилися на вживання ним на лекціях слова «ніггер», його відправляють у примусову відпустку, і він їде у Бостон, де живуть його мати, сестра-медик і брат.
Водночас він довідується, що видавництва не хочуть приймати його останній роман. Монк отримує банальну відповідь, що його роман «недостатньо чорний». Його книгу (культурна переробка давньогрецького сюжету) не продається, оскільки у магазинах її кладуть у розділі афроамериканських книг, де вона зовсім «не до теми».
Після невдач Монк бере участь у літературному фестивалі, де дебютний роман афроамериканської письменниці «Ми живемо в гетто» (We's Lives In Da Ghetto) привертає велику увагу і стає бестселером. Сам Монк ставиться до книги суперечливо. Він називає її історією для читачів, які хочуть читати стереотипні історії про лиха афроамериканців.
У цей час мати Монка тяжко хворіє і потребує лікування. Ні його брат — пластичний хірург Кліффорд, ні він сам не можуть оплатити рахунки за її лікування. Сестра раптово вмирає від серцевого нападу.
У пориві злості Монк пише вночі роман під псевдонімом, у якому поєднує всі стереотипи про чорних, які тільки може придумати. Права на публікацію рукопису викуповує престижне видавництво. Після цього Монк отримує найбільший аванс, який він коли-небудь бачив. Коли книжка вже готова до публікації, а права на екранізацію вже активно розігруються в Голлівуді, Монк опиняється в стані конфлікту з власною совістю.

## У ролях
- Джеффрі Райт в ролі Телоніуса «Монка» Еллісона
- Трейсі Елліс Росс в ролі Лізи Еллісон
- Ісса Рей в ролі Синтари Голден
- Стерлінг К. Браун в ролі Кліффорда «Кліффа» Еллісона
- Джон Ортіс в ролі Артура
- Еріка Александер в ролі Кораліни
- Леслі Уггамс в ролі Агнес Еллісон
- Адам Броуді в ролі Вайлі
- Кіт Девід у ролі Віллі Вонкера
- Окір'єте Онадован в ролі Ван Го Дженкінс
- Майра Лукреція Тейлор в ролі Лоррейн
- Реймонд Ентоні Томас в ролі Мейнарда
- Міріам Шор в ролі Паули Бадерман
- Майкл Сіріл Крейтон в ролі Джона Боско
- Дж. К. Маккензі в ролі Карла Бранта
- Патрік Фішлер як Мандель
- Раян Річард Дойл в ролі Неда[1]

## Виробництво
10 листопада 2022 року Джеффрі Райт отримав головну роль у фільмі без назви, режисером якого виступить Корд Джефферсон, за романом Персіваля Еверетта «Erasure». Продюсуванням фільму займаються компанії T-Street Productions і MRC Film. 2 грудня 2022 року було оголошено, що ролі у фільмі отримали Трейсі Елліс Росс, Еріка Александер, Леслі Уггамс, Стерлінг К. Браун, Майра Лукреція Тейлор, Джон Ортіс, Ісса Рей і Адам Броуді. Виробництво фільму завершилося в Бостоні на початку грудня. Того ж місяця компанія Orion Pictures придбала права на поширення фільму у світовому кінопрокаті. У липні 2023 року, після оголошення про світову прем'єру, було оголошено, що фільм називатиметься «Американське чтиво».
Прем'єра фільму відбулася на Міжнародному кінофестивалі в Торонто 8 вересня 2023 року. Прем'єра в обмеженому кінопрокаті запланована на 15 грудня 2023, а в широкому — на 22 грудня 2023. Спочатку прем'єра була запланована на 3 листопада 2023, але потім дата виходу була змінена на поточну, щоб скористатися перевагами сезону нагород після отримання нагороди «People's Choice Award» на TIFF.

## Реакція
На сайті Rotten Tomatoes фільм має рейтинг 94 % заснований на 31 відгуку, із середньою оцінкою 8.2/10.
У своїй рецензії для журналу The Hollywood Reporter Ловія Гьярке написала, що «„Американське чтиво“ — розумний і, завдяки прекрасному акторському складу, по-справжньому душевний фільм», відзначивши «тонку акторську гру Райта […], яка надає глибину його персонажу», а також «дедалі похмуріше виконання Агнес Уггамс і чудовий комедійний хід Брауна».
На кінофестивалі TIFF фільм отримав приз «People's Choice Award», ставши першим фільмом компаній Orion Pictures і MGM, який отримав цю нагороду.